# 2017年岐阜縣知事選舉
2017年岐阜縣知事選舉（日語：2017年岐阜県知事選挙），是於2017年（平成29年）1月29日所舉行的日本地方選舉，以決定下任的岐阜縣知事。

## 概要
已擔任三屆的現任知事古田肇投入選舉爭取連任，與日本共產黨縣常任委員高木光弘競爭知事寶座。本次選舉被視為對古田12年縣政的評價，雙方針對人口流失、產業振興、醫療福利等議題進行論戰。
選民可從1月13日起在縣內173個投票所提前投票。

## 選舉情報

### 公告日
- 2017年（平成29年）1月12日

### 執行日
- 2017年（平成29年）1月29日

## 候選人
| 候選人姓名                   | 年齡 | 新舊 | 黨派                                   | 身分         |
| ---------------------------- | ---- | ---- | -------------------------------------- | ------------ |
| 古田肇 （ふるた はじめ）     | 69   | 現   | 無黨籍 （自民黨、民進黨、公明黨 推薦） | 岐阜縣知事   |
| 高木光弘 （たかぎ みつひろ） | 57   | 新   | 共產黨                                 | 黨縣常任委員 |

## 外部連結
- 第１９回岐阜県知事選挙（平成２９年１月２９日執行）（页面存档备份，存于） （日語）
- 2017 ぎふ県知事選 - 岐阜新聞 （日語）